# Д’Альбедюлль, Элеонора Шарлотта
Элеонора Шарлотта д’Альбедюлль, урождённая Врангель (швед. Eleonora Charlotta d'Albedyhll; 27 марта 1770, Стокгольм — 4 июня 1835, там же) — шведская поэтесса, хозяйка литературного салона.

## Биография и творчество
Элеонора Шарлотта Врангель родилась в 1770 году в Стокгольме. Она была дочерью тайного советника Андерса Рейнхольда Врангеля и графини Элеоноры Марианы Барнеков.
Неизвестно, когда Шарлотта начала заниматься литературным творчеством. В 1798 году она написала письмо Анне Марии Леннгрен, которой восхищалась, с просьбой, чтобы та стала её наставницей. Анна Мария вежливо отклонила просьбу, и в дальнейшем, по всей видимости, никаких контактов между нею и Шарлоттой не было. Кроме того, сохранились сведения о том, что в 1807 году Магдалена Сильверстольпе присутствовала при чтении Шарлоттой её романа под названием «Ludvig von Mansfeldt». Однако напечатан этот роман не был.
На протяжении последующих лет Шарлотта опубликовала несколько своих стихотворений под псевдонимом «Ch. Wr.». В 1812 году она создала первое произведение крупной формы — эпическую поэму о дочери Одина Гевьон, в которой представляла богиню «матерью» Швеции, Норвегии и Дании. Своё сочинение Шарлотта послала Эсайасу Тегнеру, и тот ответил подробным письмом, в котором критиковал поэтессу за использование гекзаметра.
В 1813 году Шарлотта с семьёй переселились в Уппсалу, где их дом вскоре стал центром местной литературной жизни. В Уппсале Шарлотта сблизилась с Пером Даниелем Амадеусом Аттербумом и по его настоянию опубликовала свою поэму, не принимая во внимание критику Тегнера. Поэма имела успех; кроме того, Шарлотта славилась искусством писать письма, благодаря чему её сравнивали с мадам де Севинье.
В 1795 году Шарлотта Врангель вышла замуж за барона Густафа д’Альбедюлля, дипломата. У них родилось трое детей. Шарлотта д’Альбедюлль умерла в 1835 году в Стокгольме.